# Скелеватое (Пологовский район)
Скелеватое (укр. Скелювате) — село,
Очеретоватский сельский совет,
Токмакский район,
Запорожская область,
Украина.
Код КОАТУУ — 2325284002. Население по переписи 2001 года составляло 216 человек.

## Географическое положение
Село Скелеватое находится на берегах реки Бандурка, которая через 2,5 км впадает в реку Токмачка,
ниже по течению на расстоянии в 2,5 км расположено село Трудовое.
Река в этом месте пересыхает, на ней сделана запруда.

## История
- 1842 год — дата основания.